# Громцев, Борис Константинович
Борис Константинович Громцев (1921—1994) — советский хозяйственный, государственный и политический деятель, Герой Социалистического Труда.

## Биография
Родился в 1921 году в Ветлуге. Член КПСС с[уточнить] года.
Участник Великой Отечественной войны. С 1946 года — на хозяйственной, общественной и политической работе. В 1946—1994 гг. — начальник смены, начальник цеха, парторг, первый заместитель генерального директора — главный инженер Люберецкого научно-производственного объединения «Союз» Министерства машиностроения СССР.
Указом Президиума Верховного Совета СССР от 12 августа 1976 года присвоено звание Героя Социалистического Труда с вручением ордена Ленина и золотой медали «Серп и Молот».
Кандидат технических наук. Заслуженный деятель науки и техники РСФСР.
Умер в Дзержинском в 1994 году.